# COROT-6
COROT-6 — звезда, которая находится в созвездии Змееносца. Вокруг звезды обращается, как минимум, одна планета.

## Характеристики
COROT-6 — малоизученная звезда, относящаяся к классу карликов главной последовательности. Расстояние до неё пока не определено. По массе и размерам она практически идентична Солнцу.

## Планетная система
В декабре 2009 года было объявлено об открытии маломассивной планеты COROT-6 b в системе. Открытие было совершено транзитным методом с помощью космического телескопа COROT. Планета принадлежит к классу так называемых горячих юпитеров: по массе и радиусу она ненамного превосходит Юпитер и обращается очень близко к родительской звезде — на расстоянии около 0,08 а. е.